# 那智参詣曼荼羅

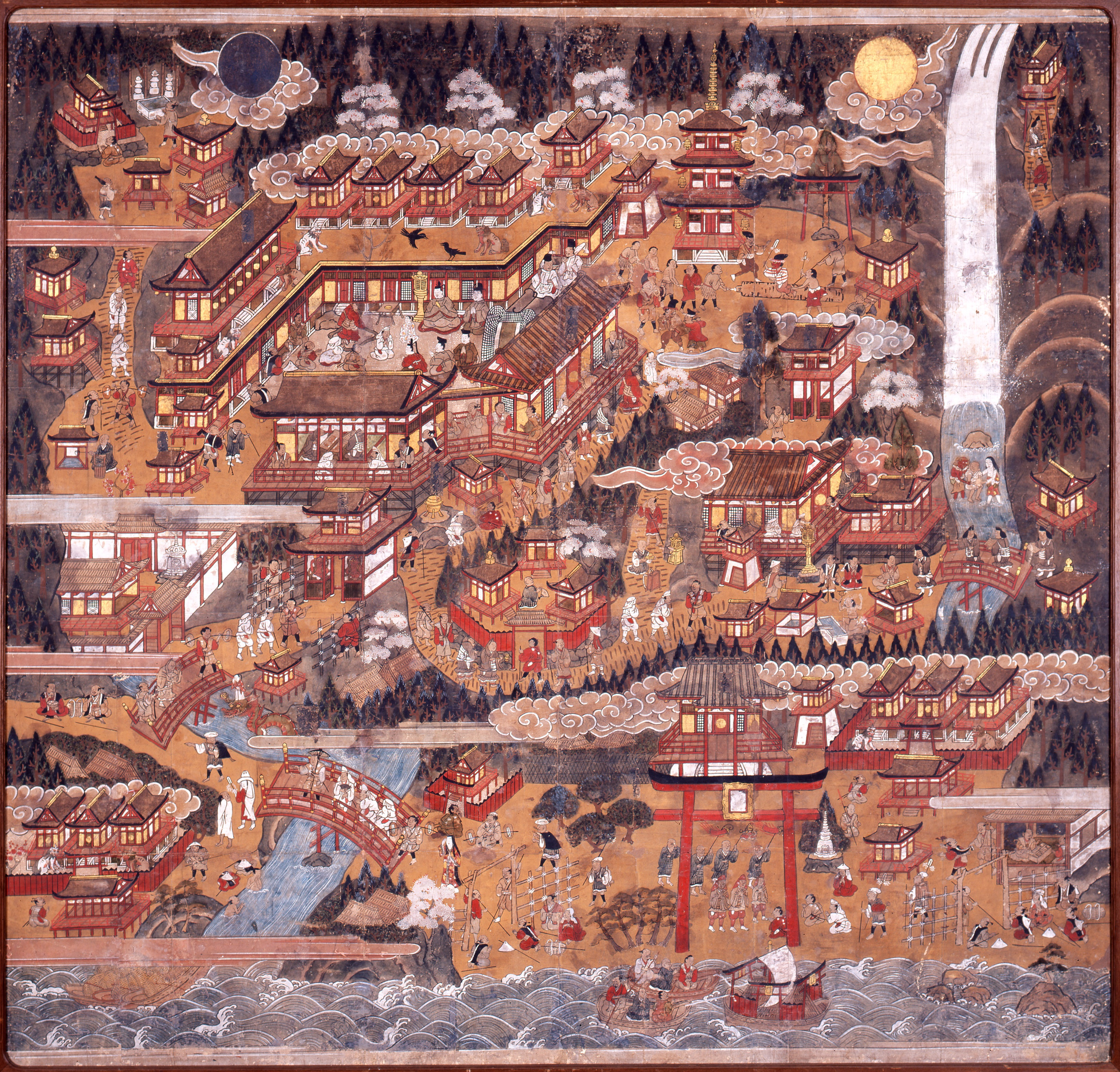
那智参詣曼荼羅（熊野那智大社蔵）

那智参詣曼荼羅（なちさんけいまんだら、熊野那智参詣曼荼羅〈くまのなちさんけいまんだら〉とも）は、熊野信仰の聖地である熊野那智山を描いた社寺参詣曼荼羅。

## 那智参詣曼荼羅と熊野比丘尼
主として16世紀から17世紀にかけて、霊場（神社・寺院）へ参詣者を勧誘する目的をもって作製された一群の絵図を、社寺参詣曼荼羅と総称する。社寺参詣曼荼羅は、霊場はもとより、縁起譚や仏事・神事のような宗教的な事物から、参詣習俗や周辺の名所旧跡のような世俗的な事物までが描きこまれるという特色があり、描写の対象となっている霊場の名で呼ばれる。なかでも熊野那智山を描いたものを那智参詣曼荼羅という。作例として36点が確認されており、現存する150例余の参詣曼荼羅の作例の中で、1種の参詣曼荼羅の作例としては突出して多い。これらは、室町時代末期から近世にかけての多数の作例が知られている（→#那智参詣曼荼羅の作例）。いかなる受容のされ方をしたのかを示す直接的な史料はいまだ発見されていないが、いくつかの傍証から熊野比丘尼（くまのびくに）による絵解きに用いられていたことは間違いないと考えられている。
熊野比丘尼とは、熊野三山本願所を本寺として、その組織と統制に服する僧形の女性聖職者（比丘尼）である。熊野比丘尼は、熊野三山の造営・修復のための勧進にあたる勧進職としての職分を本寺より得て、各地で貴庶から勧進奉加を募っては、本寺へ送り届けることを務めとした。熊野比丘尼が勧進奉加を募る手段は複数あったと考えられているが、牛玉宝印や大黒札の配札と並んで代表的な手段であったのが、絵解きである。絵解きとは、観衆に対して宗教的絵画を提示し、説教・唱導を目的として、絵画の内容を当意即妙な語りで説き明かす行為のことである。絵解きの具体的な様相を伝える絵画史料として『住吉大社祭礼図屏風』（フリーア美術館所蔵）がある。『住吉大社祭礼図屏風』の中で、熊野比丘尼と見られる女性は剃りあげた頭に頭巾をまとい、観衆に対して絵図を掲げ、手にした指し棒で指している。彼女が指す絵図の中央にある月輪で囲まれた「心」の一文字と、絵図上方に描かれている、人物が円弧状にならぶ坂道が目を惹く。この絵図は『熊野観心十界曼荼羅』（地獄絵、熊野の絵）と呼ばれ、全国で数十例の作例が発見されている。那智参詣曼荼羅のうちかなりの作例が熊野観心十界曼荼羅とセットで発見されていることから、熊野観心十界曼荼羅と同じく熊野比丘尼によって絵解きされたものと考えられている。
絵解きに用いられたと考えられる根拠として、いま一つあげられるのがその形状と材質である。那智参詣曼荼羅の多くは紙本著色で、作例のいくつかは折り畳まれた形で発見されている。作例のなかには吊り下げることを念頭に置いてのことか、上辺に一対の輪（乳〈ち〉）が取り付けられた例も見受けられる。こうした折り畳みの痕跡は熊野観心十界曼荼羅においても見られる。折り畳みは言うまでもなく、紙の傷みを早め、保存にとっては妨げである。しかし、熊野比丘尼によって持ち運ばれる絵解きの題材という、いわば実用的性格を帯びた絵画という意味では、携行を常として、それに便利なように折り畳まれることは最初から当然の前提であったと考えられている。
この曼荼羅に描かれているのは、補陀洛渡海、那智滝、年中行事、那智社社殿、妙法山といった那智山をめぐる宗教的な要素、そして聖地における様々な人物たちである（→#構成要素）。これら諸要素は、巧みな配置を施され（→#三つの対立軸）、曼荼羅が作製・受容された中世末期から近世初期にかけての宗教的観念を前提とした図像が織り込まれている（→#浄土の図像）。また、道と川（滝）、そして道を歩く人物たちの動線も、それらを観衆にたどらせることで、聖地を再構成しつつ曼荼羅の世界に誘うよう配置されている（→#聖地の再構成）。この曼荼羅を絵解かれた民衆の多くは、現実には熊野へ赴くことは叶わなかったと考えられている。だが、この曼荼羅の絵解きを通じて、眼前に再構成された聖地をたどり、聖地への巡礼を追体験したと考えられている（→#「巡礼者」の行方）。
この曼荼羅は歴史的に先行する熊野曼荼羅および宮曼荼羅から発展してきたものだが、それらとは異なる特徴を有している。熊野曼荼羅で描かれた本地仏・垂迹神は全く描かれず、宮曼荼羅に比べても参詣風俗、伝説、縁起譚の比重が高く、また絵解かれることを目的としているといった点がそうである（→#起源）。こうした相違は、那智参詣曼荼羅の製作者あるいは作製主体が、社家ではなく本願であることに由来している（→#作製主体）。
絵画としての那智参詣曼荼羅は、泥絵具を画材とする大量生産品で、絵師の落款も無く、描写が稚拙であると評されて美術史においては省みられてこなかった。しかし、絵画などの非文字史料への着目がすすんで以降、庶民信仰の水準における熊野信仰のあり方を知る手がかりとして、宗教史、国文学、宗教学、民俗学、美術史、説話伝承研究といった分野で注目を集めている。

## 図像の読解
既に述べたように、那智参詣曼荼羅は絵解きされることを前提とする絵画である。曼荼羅というものは本来、漠然と鑑賞するものではなく、曼荼羅の内部に描かれた一つ一つの図像が帯びるコードを図像学的に読解するべき性質を持っている。那智参詣曼荼羅の絵解きは、そのコードを説き明かす行為であり、絵解きによる語りを伴って十全に読解が補完されたと考えられている。

### 構成要素

#### 補陀洛渡海
最下部は、青海波の修飾が施された熊野灘の海と、その後景の那智浜周辺の描写から始まっている。図右下には大きな赤鳥居が描かれ、作例によっては扁額に「日本第一」の文字が見られる。この鳥居を入った正面には寺堂があり、その右隣には玉垣で囲まれた神社の堂舎3棟が並んでいる。神社は浜の宮三所権現王子を、寺堂は王子の供僧である補陀洛山寺を描いたものである。大鳥居の前の熊野灘の海には3隻の船が浮かび、今まさに出航しようとしている。このうち1隻は四門鳥居と朱塗の垣を備え、六字名号を記した帆を掲げており、補陀洛渡海の場面が描かれている。大鳥居の周囲には、楽を奏でる伶人や僧形の人物、幾本かの幡旗に加えて、道者が拝跪して合掌する姿があり、渡海僧を霊界へ送り出す葬礼と解される。

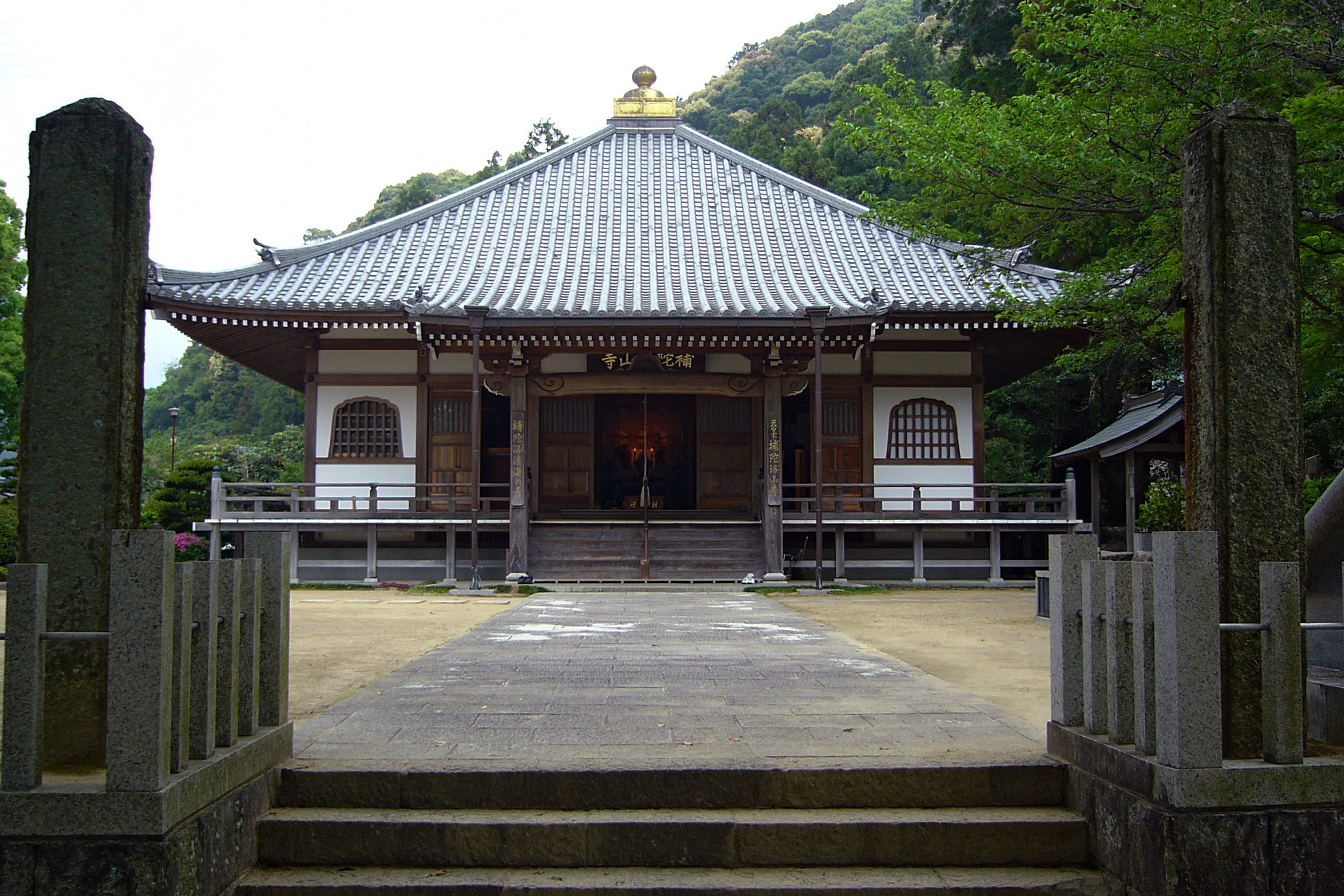
補陀洛山寺本堂
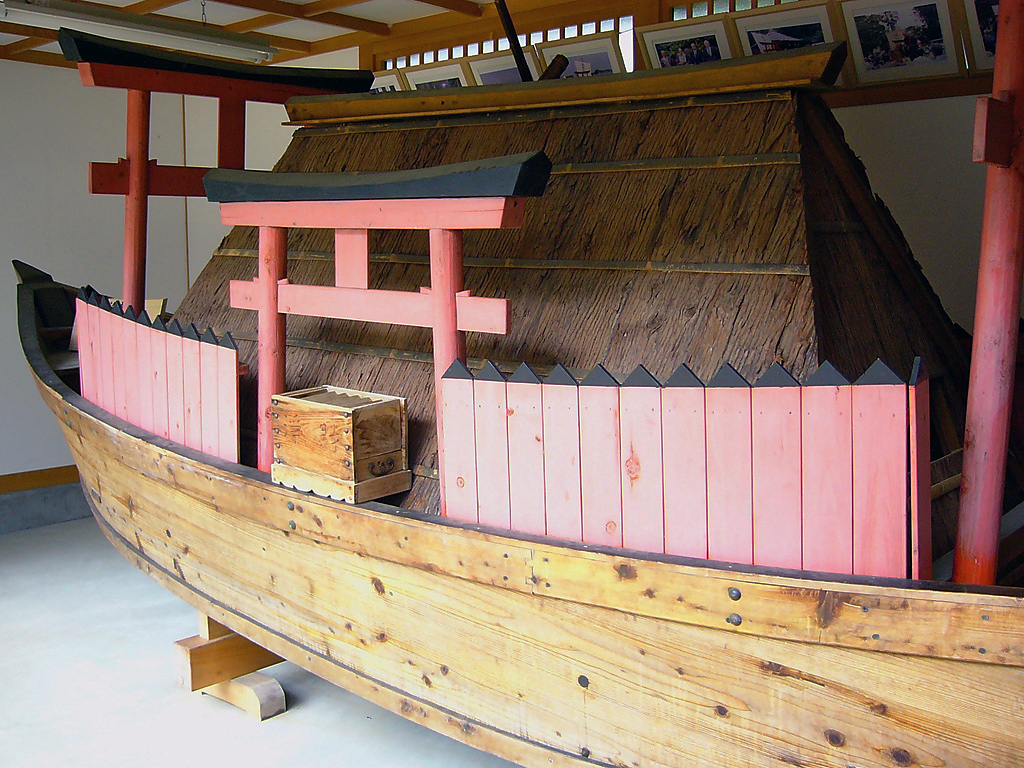
補陀洛渡海船（復元）
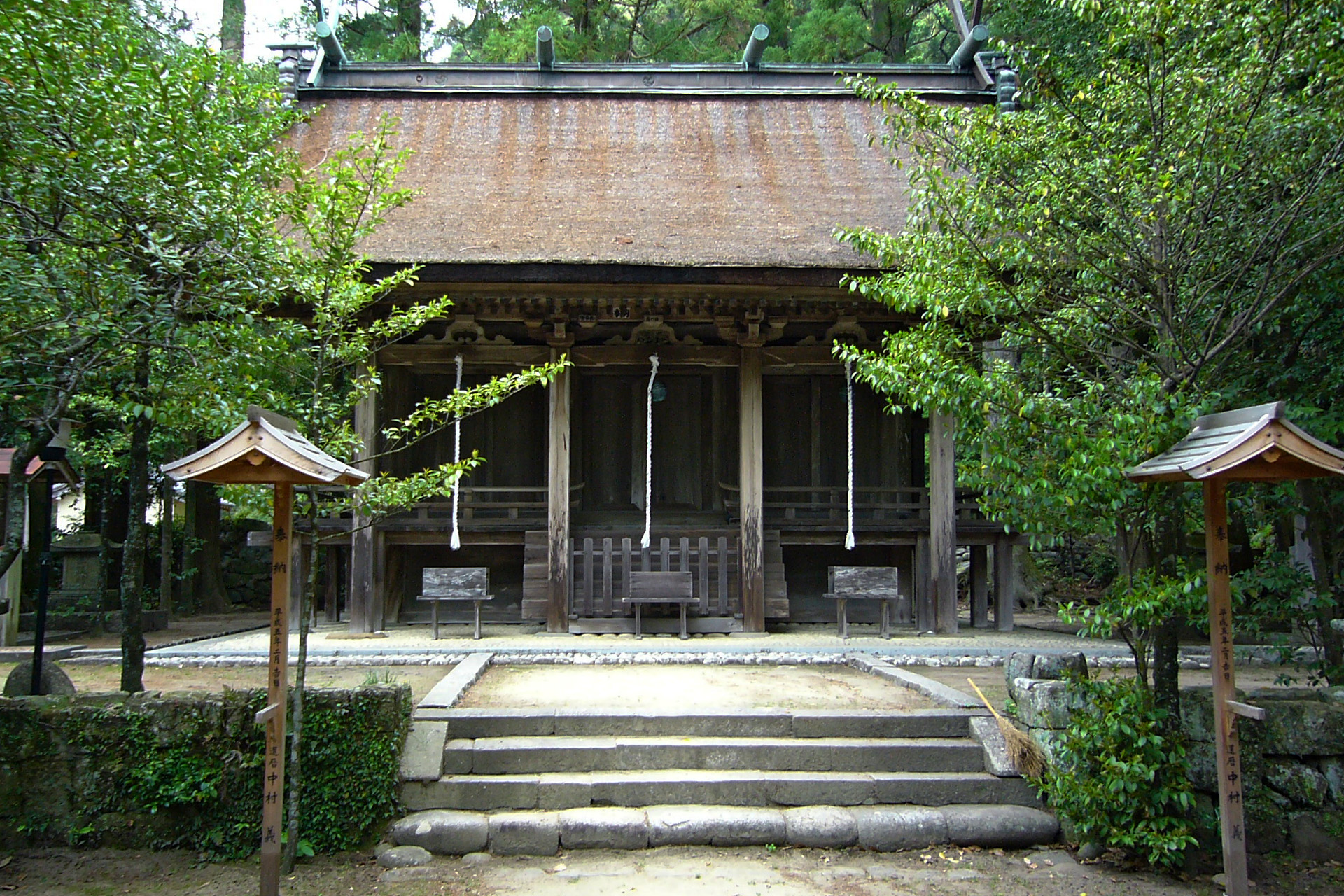
熊野三所大神社（浜の宮）

#### 参詣道
那智浜周辺から図中を左へ進むと、木戸がある。木戸は図の右下端にも見られ、関所を描いたものである。これらの関所では関銭が徴収され、那智山の本願所の収入となった。さらに進むと「二の瀬橋」がある。この橋は、道者が川の水で身を清めるのが習いであったため「禊橋」とも称され、その描写が見られる。この次の橋は、聖俗を振り分ける境界の瀬に架かる「振架瀬橋」で、熊野九十九王子の最後の一社である多富気王子が祀られている。この橋の下には少年を背に乗せた龍神が描かれ、那智における水神信仰を示している。この橋を渡ると大門坂の下にたどり着く。
大門坂は、両側に杉並木のある石畳の坂で、途中には「日本第一大霊験所根本熊野三所権現」の扁額を掲げた仁王門がそびえており、ここでも関銭が徴収されていた。仁王門を過ぎると道がふたつに分かれる。一方を御幸道といい、那智の社殿前へ直行する道である。もう一方は順礼道といい、滝本へ通じる道である。

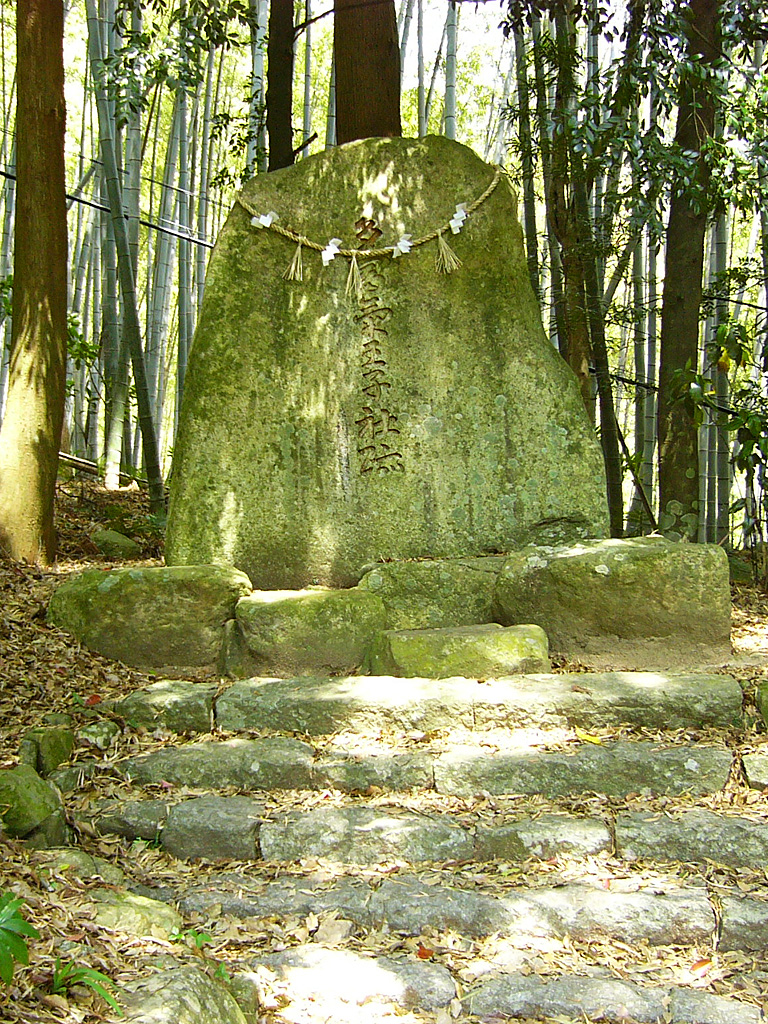
多富気王子
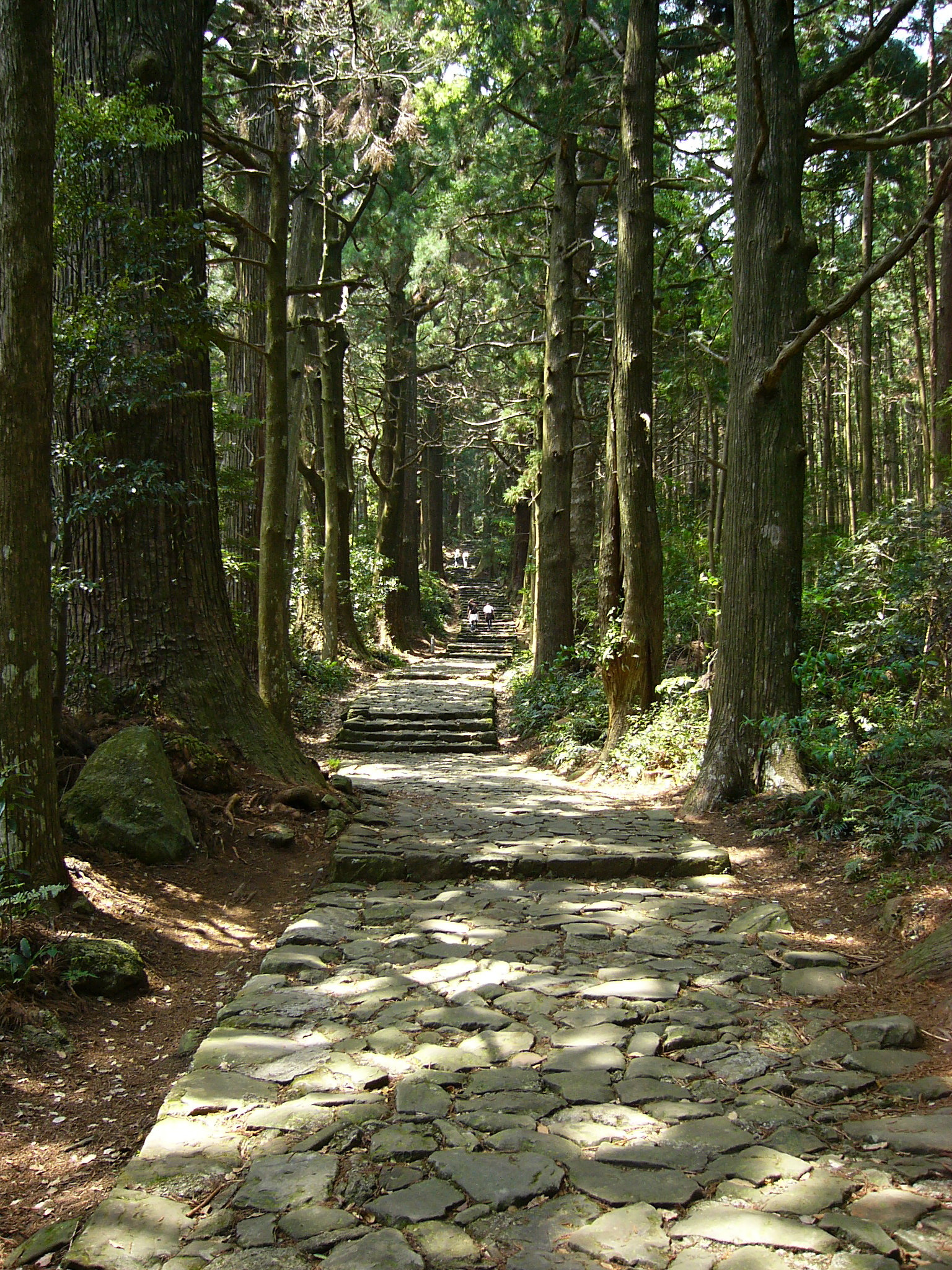
大門坂

#### 那智滝
順礼道を下りきった辺りには、本地堂と滝拝所があり、広場状になった滝本と呼ばれる場所がある。滝本には朱塗の霊光橋とその上で道者の世話をする黒帽の先達たちが描かれている。先達たちの被る帽子は烏帽と呼ばれ、千日山籠行を成し遂げた者のみが着用を許された。霊光橋の上にいるこれらの先達たちのなかには紙を手にした人物がおり、彼らは熊野牛王宝印の調製に従事しているという。
霊光橋を渡った辺りは聖域であって、淵や泉、巌窟はいずれも行場であった。画面最上部から流れ落ちる那智滝の上端は銚子口と称され、適度な水量のときに、水が三筋に分かれて流れ落ちる様が見える時期が最も尊ばれた。滝の中央には火焔が描かれ、不動明王の出現を意味するとも、昇り竜を意味するとも言われている。そして、滝の下方には3人の人物が描かれている。これは文覚の荒行説話にまつわる図像である。熊野の垂迹曼荼羅では、滝本には那智の本地仏たる千手観音が描かれるのが通例であるが、この絵図ではそれを踏襲することなく、文覚と不動明王の使いである矜羯羅、制多迦の両童子を描いている。中世において滝は不動明王を意味するものとして意識されていたが、中世末期以降の修験道での中心的な崇拝対象は不動明王であった。
慈悲の大願を立てて、厳冬の12月に那智滝での荒行に臨んだ文覚は、荒行を始めて4、5日にして死にかかったが、矜羯羅童子と制多迦童子が現れて文覚を救ったという（『平家物語』巻五の七「文覚の荒行の事」）。同種の説話は『元亨釈書』にも採録され、鎌倉時代には既に広く知られていた。また、文覚のこうした荒行は、苦行性の高い千日滝籠行に従った那智山滝衆の崇拝を集めたとともに、童子による蘇生説話は、那智滝の生命力に関わる霊性を強調する点で重要な意味を持っている。

#### 御木曳手釿始
御幸道を上ってゆくと、如意輪堂（現在の青岸渡寺）の前の田楽場における御木曳手釿始（おこびきちょうなはじめ）の光景が目に入ってくる。御木曳手釿始は正月の年中行事で、一山の造営・修造の担い手であった本願にとって重要な意味を持っており、本願の職掌を誇示した図像と解される。御木曳手釿始の傍らの人物群は、笛、太鼓を奏でながら那智の田楽を踊っているとしばしば断定されるが、田楽に必須のビンサザラが描かれていないなどの問題があり、疑問が残る。

#### 那智社社頭
田楽場を通り過ぎると、那智社社頭である。那智社の塀の中は、社殿の他は狛犬と烏のみが描かれる聖域として表現されている一方で、塀と本堂の間の空間には院とおぼしき貴人の参詣が、本堂には社僧と参詣者、本堂周辺には琵琶法師や俗人参詣者、そして門外には高野聖などが描かれており、聖域との関係の差異における身分制の構造が描かれている。向かって右から飛瀧権現（瀧宮）、証誠殿、中御前早玉宮、西御前結宮、若宮の社殿が並び、那智の主祭神である西御前結宮の社殿にだけ、丸い印が描かれた扇が掛けられている。この曼荼羅は宗教的絵画であるにもかかわらず、本尊や神像の類が一切描かれていない。本尊や神像の不在は社寺参詣曼荼羅一般に見られることであって、社殿に描かれた丸い印とは懸仏を単純化した描写と考えられる。
丸い印が描かれた扇が登場するのは、この箇所が初めてではない。振架瀬橋のたもとで竜の上に乗って出現した少年は、同じ意匠の扇を手に香衣をまとった高僧を如意輪堂へ導いており、少年が何らかの神的存在であることを意味している。すなわち、少年は西御前結宮の本地仏である千手観音であり、僧を導くための仮の姿で現われているのである。
社頭の斎庭では、衣冠束帯姿の貴人が香衣姿の僧侶と向かい合っている。この貴人は院の熊野御幸の姿と伝えられ、貴人の参詣があったことをもって那智山参詣の神威・霊験を示すものと解される。しかしながら、この貴人がいずれの院に比定されるのかは、闘鶏神社本の裏書にある慶長元年（1596年）の修復銘に「右何皇帝御幸之時也哉」と記されるように、この当時すでに明確ではなかった。後世の所伝では後白河院とする説が有力ともされるが、那智山と花山院の由緒をもとに貴人を花山院、僧を弁阿上人に見立てる説、後鳥羽院の可能性を指摘する説などがあるが、特定の院を描いたものではないとする説もあって諸説は一致していない。

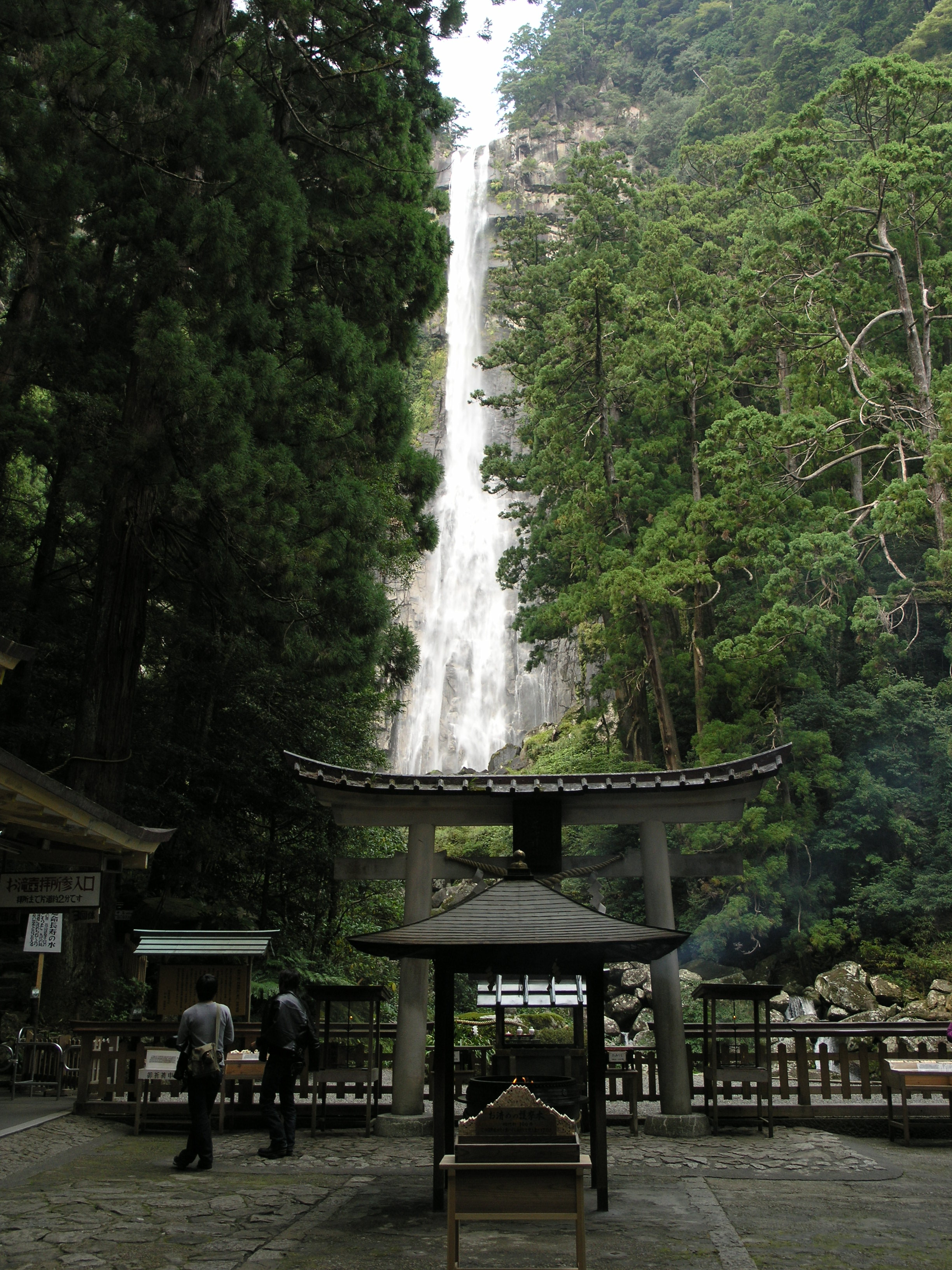
那智大滝
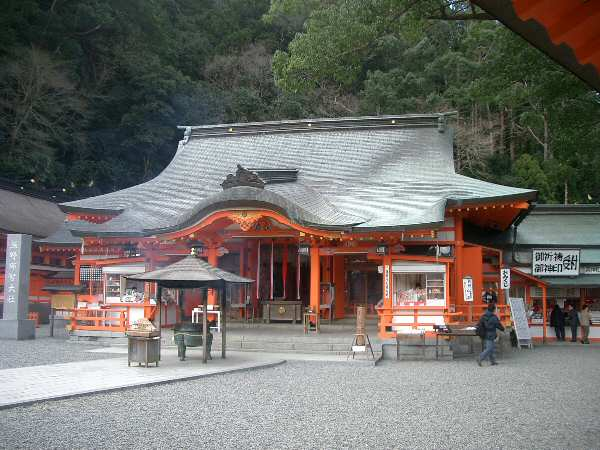
熊野那智大社拝殿

#### 妙法山
画面左上に描かれるのは妙法山である。那智山は古くは妙法山のことを指したと考えられており、奈良時代の『本朝法華験記』所収の「奈智山応照法師伝」に見える応照法師の火定捨身入滅の跡が阿弥陀寺境内に残されており、那智参詣曼荼羅の伝本のなかにも火定炉と思しき描写がなされているものがある。妙法山の御詠歌「くまの路をもの憂き旅とおもふなよ 死出の山路でおもひ知らせん」や、「亡者の一つ鐘」の伝承にあるように、妙法山は山中他界として観念される場であった。

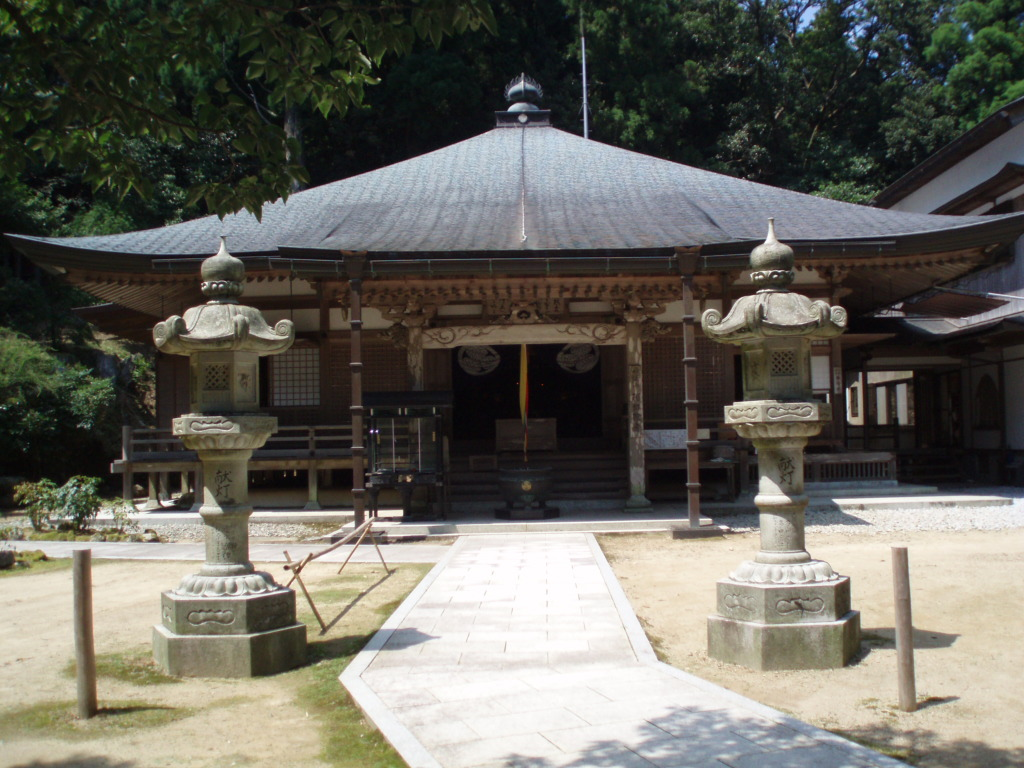
妙法山阿弥陀寺
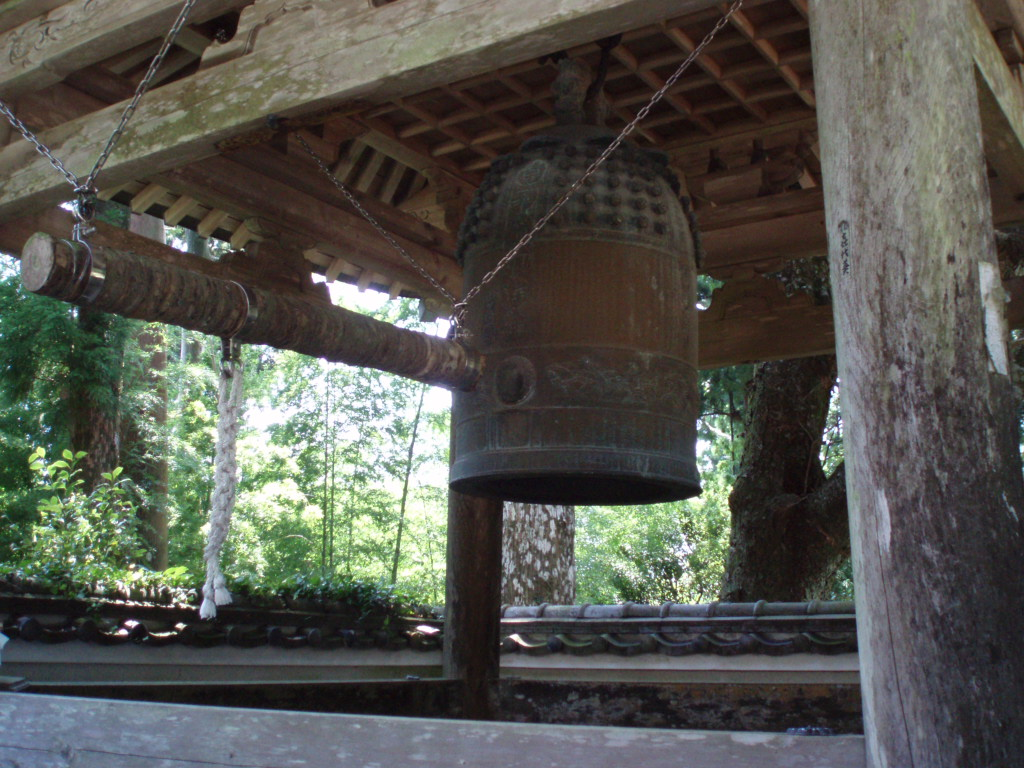
亡者の一つ鐘
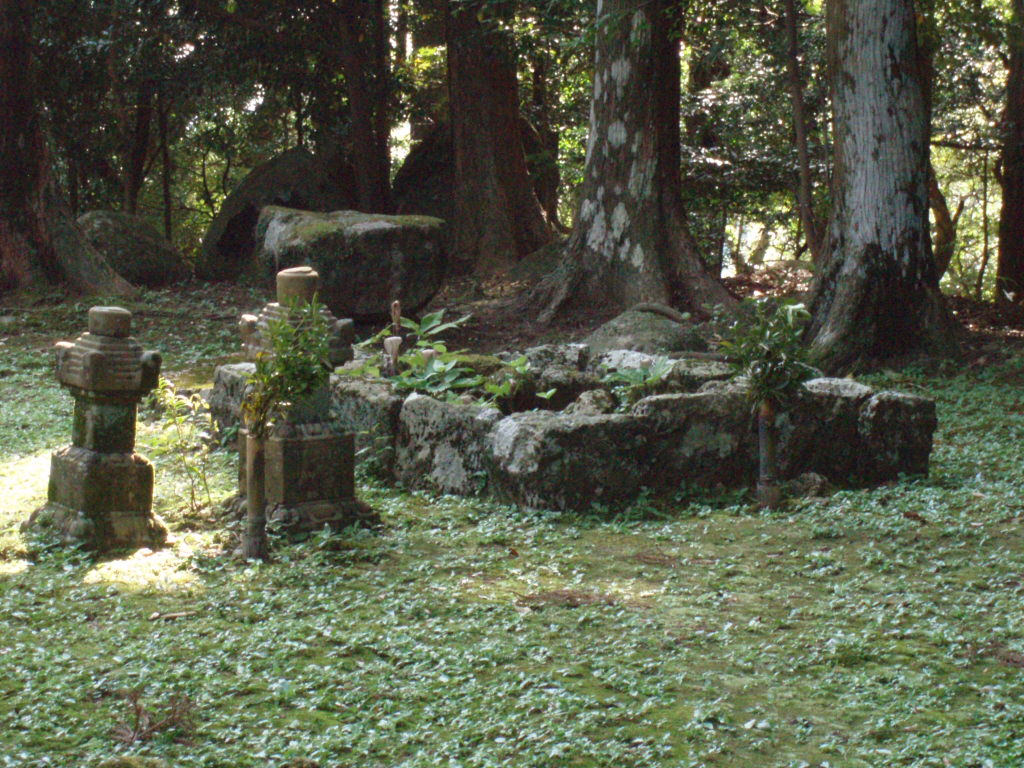
応照上人火定跡

### 空間の構成
那智参詣曼荼羅は、社寺参詣曼荼羅の通例である黄土や胡粉で背景を塗りつぶすという特有の描写法によって描かれている。この描写法は、空間の奥行きを抑制し、画面全体が平面的に均質化する。それを補う意味で参詣道や川をジグザグに描いたり、雲や霞が描かれて距離をデフォルメ化し、山道に横線の階段を入れて区別する技法が見られ、この絵図もそうした技法に従っている。このようにして描かれた空間が遠近法を具備するのか、学説は一致を見ていない。黒田日出男は、ジグザグ遠近法と呼ばれる非透視図法的な遠近法を伴っているとしているが、西山克は遠近法は存在しないと捉えるべきであり、雲・霞の描く技法により示されているのは地物の前後関係であって、図像中の各部分は同じレベルにあるとしている。また、広範な空間をひとつの画面に収める社寺参詣曼荼羅の通例として、多様かつ多数の事物や人物が描かれているがゆえに、焦点を結びにくく雑然とした印象を免れないのが通例であるが、その構図は確かな秩序に従えられている。

#### 構図の読解
那智参詣曼荼羅の構図の体系的な読解はこれまで黒田日出男および西山克によって行われている。黒田によれば、この絵図には左右および上下に加えて、斜めの三つの軸が備わっている。黒田による検討の主たる対象は、主として国学院大学図書館所蔵本である。左右の軸となるのは、生と死である。右には、金色で描かれた日輪、那智滝、滝の傍に描かれた小堂、手釿始の儀式が描かれ、左には銀色で描かれた月輪、妙法山上への参詣道、妙法山上の堂塔と墓地、上皇と思しき貴顕の熊野参詣の様子が描かれている。日輪と月輪は、昼と夜、東と西を含意し、寺社一山を以って世界に擬する意匠で、曼荼羅の円輪具足の思想を意味するとともに、この絵図が礼拝の対象であることをも示している。手釿始は諸建築物の造営・修造に不可欠な木材加工に関わる年中行事であり、その恒久的な反復は同時に寺社の存続を意味し、寺社の活動の生命力溢れる様子の表現と解される。それに対し、上皇の熊野参詣は鎌倉時代に途絶えた一時的・一回的な歴史上の出来事である。これらから、年中行事と上皇の熊野参詣は、恒久的/一時的、（生命の）存続/途絶という対立軸をなしている。
上下の軸は山と海であることは言うまでもないが、もうひとつ、聖域とその外部を分割する、大門と滝見橋を結ぶ線がある。上下の空間は道と滝（川）によって結び付けられるだけでなく、平らな道や場と階段状の昇降のある道とが描き分けられ、2つの道がジグザグに組み合わされることにより山上へ向かう道であることを観衆に明示するとともに、左上の妙法山へ向けて巡礼者とともに上昇する急な坂道と、滝本へと瀑下する滝という左右の対立軸の一部ともなっている。こうしたジグザグの表現は滝から流れ落ちた川の表現にも見られ、また、空間内にたなびく雲と霞は、空間を横切ってその背後を隠すことで、観衆の想像力による補完を促し、見る者に山道の険しさを想起させるものとなっている。
ところで、滝本から二の瀬橋までの間の川の線は杉の樹林で途切れている。黒田によれば、この絵図において、杉は常緑樹からなる那智の原始林を代表しているだけでなく、杉の生命力と滝＝川の聖なる力を互いに変換可能な存在として表現している。それゆえ、滝本から二の瀬橋までの滝＝川の線は実は連続しており、巡礼者が通行する道である二の瀬橋と接することにより、人の道と神の道（滝＝川）を交錯させ、画面を右上から左下へかけて分割する斜めの軸を構成する。斜めの対立軸は他にもある。すなわち、右上の滝と左下の那智浜に描かれた米俵や米俵を積んだ船は、生命力の源泉と収穫物の実り豊かさを、右下の補陀洛渡海は左上の妙法山との対比で海上他界と山中他界を示すことにより浄土と死を中心とした対称性を描き出している。
こうした黒田の読解を批判するのが西山である。西山によれば、黒田は「客観的に分析する視点を持っていない。そのために、黒田論文は独善的で説得力を欠く「読み」の陥穽に陥っている」。黒田は「斜めの軸」を見出すにあたり、杉と川が相互に変換可能なものと見なしているが、杉の樹林それ自体は参詣曼荼羅の諸作例に通例の表現であることを踏まえるならば、かかる変換が他の霊場を描いた参詣曼荼羅においても成立するのか否か、黒田は説得的な議論を示していない。あるいは、「左右の軸」の対立として、永続性を示す手釿始と、一回性を示す貴顕の参詣を対比するが、これは寺社創立という一回性の奇跡と巡礼の反復性としてとらえることにより、容易に反転しうることを西山は指摘する。西山は、この曼荼羅の基本的な構図を、
1. 真横にたなびく雲形・霞形によって切り取られる下方3分の1を占める空間（B）
2. 上方の空間を、振架瀬橋から右上から左下に分割する線の下方にある那智滝を中心とする空間（A）
3. 同じく分割線の上方にある那智社と妙法山を中心とする空間（C）

の3つから構成されており、それぞれの空間を意味づける重要なシンボルが備わっていると指摘する。A・B・Cは西山がそれぞれの空間を識別するために付けたものである。
Aで有意性の高い空間は、本社殿・礼殿・如意輪堂に囲まれた斎庭であり、そこには貴人と高僧の対峙という図像が描かれている。斎庭の高僧という描写は、ひとり那智参詣曼荼羅のみに描かれているわけではなく、鎌倉期末期以降の熊野の斎庭の描写として必須のものであり、『一遍聖絵』（鎌倉期末期）の熊野本宮・熊野新宮や、熊野宮曼荼羅（南北朝期から室町期）の熊野那智山の斎庭にも同様の描写を見出すことができる。貴人と高僧の対峙という図像は、那智参詣曼荼羅の独占物ではない。参詣曼荼羅が大量に作製された戦国時代から近世にかけて、真宗系の諸寺院に懸けられ、信者に親鸞の事跡を伝えた『親鸞聖人絵伝』にこれに類する図像が描き込まれている。『親鸞聖人絵伝』では、僧形の親鸞と衣冠束帯の熊野権現が対峙した場面が、親鸞の生涯最後の事跡として、意味深い宗教的感懐をもって描かれている。『絵伝』と那智参詣曼荼羅との関係は明らかではない。しかしながら、「高僧と衣冠束帯の貴人の対峙」という図像が宗教的感懐を喚起する「社会的な記憶の層」の存在がここでは示唆されているのである。
Bで有意性の高いのは、那智滝とその滝本の空間である。前述の通り、熊野系の垂迹曼荼羅の通例に反して、滝本に描かれるのは那智の本地仏たる千手観音ではなく、文覚の荒行説話にまつわる矜羯羅、制多迦の両童子と文覚を描いている。中世末期以降における修験道の中心的な崇拝対象であった不動明王の象徴として滝が意識されていたことを考えるなら、この絵図を必要とした者が何者であったのかを、滝をめぐる図像は端的に示している。
Cで有意性の高いのは、補陀洛渡海の場面である。春日補陀洛山曼荼羅や春日補陀洛山浄土図（東大寺戒壇院千手堂）といったでは、大海の彼方にある補陀洛山の麓に観音浄土を求めてやって来る船や旅人を描くのを通例としている。こうした絵図における補陀洛山の描写を踏まえるならば、この絵図に書き込まれた渡海船の図像は、那智山もまた観音浄土であることを告げている。
霊場を描く限りにおいて、参詣曼荼羅の空間は個々の要素の単なる集積ではない。霊場を貫く参詣道は、参詣者の歩みとともに絵図を完結した宇宙に編成し構造化する機能を担っている。このとき、目を引くのが道者姿の二人連れである。この二人連れは、右下の関所から、那智の山内を巡りつつ左上の妙法山まで、参詣道の要所に描かれて標識の役割をになっている。妙法山への坂道を上っていたはずの二人連れの姿は、山頂の堂舎の前で消え、二人を先導していた山伏と荷物持ちだけが社殿の前で拝礼する姿が描かれている。黒田日出夫は、この二人連れは死者であり、死して山上他界＝浄土たる那智山にやって来た、もしくはそのどこかに埋葬されたとする読解を示した。しかし、西山克によれば、黒田のこうした読解は妙法山を山中他界とする伝承を参照したもの<ではあるが、中世宗教画の意味論的統辞法を踏まえるならば、この絵図において最も有意な空間は斎庭であり、妙法山は点景のひとつに過ぎない。

#### 浄土の図像
この絵図における霊場の周囲は杉の樹林によって覆われているが、社寺参詣曼荼羅においてしばしば見出される、杉、桜、松、紅葉、照葉樹といった植物表現は、聖俗の空間を分節化する象徴的な記号である。そうした特別な意味を持つ植物のひとつである桜の描写は、作例によって本数こそ異なるものの、いずれの作例にも見られる。中世においては、他にも『天狗草紙』における一遍の踊り念仏の情景にも見られるように、浄土の表現として最も相応しいのは花が降る光景であった。那智参詣曼荼羅と対をなす熊野観心十界曼荼羅においても蓮花や桜の描写が見られる。こうした散り振る花の描写は、この曼荼羅が作製され受容された時代の人々にとって浄土を想起させる描写だったのであり、単なる修飾などではなく那智が浄土であることを示している。

#### 聖地の再構成
那智参詣曼荼羅には、御師、先達や那智の住人たち、那智に参詣にやってくる人々、そして伝説や信仰にまつわる人々といった多彩かつ多数の人物が描かれている。これら人物はふたつのタイプに分類できる。ひとつは、霊場固有の縁起譚にまつわる、伝説的ないし神的な性格を帯びた人物たちである。もっとも有名なのは那智滝に配された、文覚とその荒行にまつわる人物群である。これに次いで、那智浜で補陀洛渡海に臨む人々や、那智社頭へ高僧を導く、振加瀬橋のたもとで竜に乗って出現した童子なども同じタイプに加わる。那智社頭の貴人を花山院と解するならば、那智山ないし西国三十三所の開創伝説にまつわる人物と見ることができる。また、二の瀬橋のたもとにたたずむ赤い衣服の女性は、正体が定かではないが、本宮の和泉式部伝説にまつわるもの、もしくは女形に描かれる中御前結宮と示唆する説からするならば、やはりこのタイプに属するものとなる。このタイプに属する人物たちは、自らの背負う伝承にまつわる特定の場に貼り付けられていることによって、場の聖性と聖地を示している。
もうひとつのタイプの人物たちは、那智の御師、先達や住人、巡礼者といった人たちである。これらの人物は、画面内においていくつかの役割を果たしている。ひとつは、斎庭や滝本といった特定の空間に集中して描かれた人物、また、人物の行為や仕種は、その空間のもつ特殊な意味を指し示す。例えば、社殿の前で拝跪する人物像は、その仕種の対象の聖性を明らかにしている。いまひとつは、人物たちが連続的に描かれることによって、巡礼の道筋を示すことである。第2のタイプの人物は、第1のタイプと異なり、必ずしも特定の聖地に固有の存在であるとは言えない。しかしながら、参詣曼荼羅の絵解きの場面において、絵解きをする比丘尼はこの道筋を観衆にたどらせることを通じて曼荼羅の世界に誘い、観衆もまた、これらの人物の動線を通じて聖地の空間内を礼拝しつつ前進したと考えられている。社寺参詣曼荼羅は、部分の単なる集積ではない。三次元の聖地を二次元の平面に投影する際、聖地は特定のコスモロジーに沿って歪められ、再構成される。宗教的な装置の配列と組織によって分節化された画面を、道は上下方向につなぎ、道を歩く巡礼者は、個々の分節化された画面をつなぎ合わせて元の聖地へと再構成する機能を担っているのである。

### 「巡礼者」の行方
そうして見るとき、巡礼道上に規則的に配置される白装束の二人連れの人物は特に重要である。白装束の二人連れは少なからぬ作例で見受けられ、古くは鎌倉時代までさかのぼる巡礼の道者姿の描写を踏襲している。だが、より重要なのはこの二人連れが、腰に刀を帯びた男と笠と垂れ布で顔を隠した女との夫婦として描かれていること、そして今日に残された作例の中に、自覚的に二人連れを夫婦連れとして描く系統が存在していることである。この系統に属する諸本は、那智参詣曼荼羅の作例の中で比較的新しい時代に属しており、比較的初期の作例に属する闘鶏神社本との比較すると、夫婦連れの描写は増加を示している。那智参詣曼荼羅と対となる熊野観心十界曼荼羅において、人生が男女の一対によってたどられる階梯として描かれていたことを考えるならば、こうした変化は中世末期における民衆の生活誌のありようを示すものと見ることが出来るだろう。
那智参詣曼荼羅が盛んに作製された戦国時代から近世初期にかけての時代、熊野参詣という長期の旅が可能な条件を具備することが出来た民衆はごく少数であった。それゆえ、一紙半銭の勧進を募って歩く熊野比丘尼が絵解きする対象は、そのような少数者であるよりも、むしろ一生に一度すら熊野に赴き得ない人々こそが主たる対象であったと見られている。縁起物を読むあるいは絵解きに耳を傾けることが実際に聖地に赴くことと同等の意義を持つという当時の観念と併せて考えるならば、那智参詣曼荼羅の絵図とそれを絵解く熊野比丘尼の語りを聴くことによって、観衆は、浄土へ赴く白装束の夫婦に自らの姿を重ね、果たしえぬ那智参詣の旅を絵図の中において果たしていたのである。

## 起源と作製主体

### 起源
熊野三山とその信仰にまつわる宗教的絵画として那智参詣曼荼羅に先行するものをいくつか挙げることができる。ひとつは、本地仏や垂迹神、あるいは本地と垂迹の対応を描いた曼荼羅で、熊野曼荼羅と呼ばれるものである。いまひとつ挙げられるのが、宮曼荼羅と呼ばれるもので、社殿とその周囲の自然の景観を俯瞰的に描き、時として神像や本地仏を添えることを特徴とする。こうした宮曼荼羅は各地の社寺でも作製されたが、熊野において特徴的なのは参詣風俗の描写である。参詣者の姿や拝礼の様子などが詳しく描かれているのは、他の社寺では見られない点である。
しかし、熊野曼荼羅が克明に描く本地仏や垂迹神の描写は、那智参詣曼荼羅には欠けている。熊野曼荼羅では滝本に那智の本地仏である千手観音を描くのが通例であるが、那智参詣曼荼羅で描かれているのは不動明王の眷属である童子と修行者である文覚である。また、十三所権現の鎮座する場であるはずの斎庭においても、懸仏からさらに簡略化された金泥の円が描かれるのみである。社寺参詣曼荼羅の描写の力点は参詣風俗にあり、宮曼荼羅の参詣風俗の部分を拡大描写したものとも言えることから、宮曼荼羅の系譜に連なるとも言える。しかしながら、社寺参詣曼荼羅には宮曼荼羅には見られない、社寺の年中行事や風習、伝説の描写、あるいは絵解きされることを目的とするといった新たな要素を含んでいる。宮曼荼羅は、全体として那智参詣曼荼羅の起源となったものと言いうるものの、内容も描法も異なる点で別種と考えるべきものである。

### 作製主体
| 本願所                  | 分掌 |
| ----------------------- | --- |
| 御前庵主                | 本社（結神・瀧宮・證証・中御前・若一王子）、満山護法社、行者堂、鐘楼堂、閼加井、仁王門、振ヶ瀬橋および二ノ瀬橋など |
| 瀧庵主                  | 滝本の諸堂（千手堂、護摩堂、愛染堂）、飛瀧権現拝殿、地蔵堂、山上不動堂                                             |
| 那智阿弥                | 那智山如意輪堂（那智山青岸渡寺）                                                                                   |
| 補陀洛寺 （補陀洛山寺） | 浜宮三所権現社、拝堂、千手堂                                                                                       |
| 妙法山 阿弥陀寺         | 妙法山内諸堂 |
| 理性院                  | 那智本社の内、御前庵主分掌以外（御前拝殿・廊下、禅師宮・児宮以下の八社宮）                                         |
| 大禅院                  | 如意輪堂（那智阿弥と共同）                                                                                         |

那智参詣曼荼羅の作例として知られているのは36例ある。これらの作例のうち制作年代を明記したものはなく、修復銘、施入銘等を有するものも以下4点にとどまる。
- 闘鶏神社本（和歌山県田辺市） - 慶長元年（1596年）の修復銘（ただし明治32年・1899年修理時の写し）。紀年銘を持つものとしては最古。
- 和歌山正覚寺本（和歌山県新宮市教育委員会[115]） - 箱に天保4年（1833年）の修復銘。
- 三重大円寺本（三重県津市南河路） - 箱蓋裏に施入銘あり。正徳5年（1715年）7月に伊勢山田村の材木屋小太郎が施入し、同月16日に真通和尚により開眼供養が行われたとある。
- ホノルル美術館本 - 「鈴木庄司」の刻印がある。

闘鶏神社本の裏書は慶長元年のほか、宝暦3年（1753年）と明治32年（1899年）の2度にわたって修復されたことを伝える条があるが、すべて一筆で、明治32年の修復時に写されたものである。慶長元年の銘は、湛慶という人物が記したもので、曼荼羅の由来伝承や自分の感想を記している。その内容から、闘鶏神社本は慶長元年以前に制作されていたことがわかり、制作年代が16世紀末期以前にさかのぼることが明らかとなる。
これら作例の中には、岡山武久家本や新潟後藤家本のように、熊野三山の山伏や比丘尼に由来するという伝承が伝えられている例や、那智の本願所より出された免状を共に伝えている例もある。前述のように那智参詣曼荼羅と所縁の深い熊野観心十界曼荼羅という絵図があるが、熊野観心十界曼荼羅の伝承においてもやはり熊野三山の本願の配下にあった山伏や比丘尼の由来とするものが見られる。こうした点から、那智参詣曼荼羅を作製させた主体は、那智山の本願であったと考えられている。社寺の堂舎の造営・修造のために勧進に専念する本願が、造営・修造の作業を担うべき職人集団との間に密接な関係を結んでいたことは、他の社寺の事例からも想像に難くないだけでなく、実務上の必要からいわば設計図・復元図とでもいうべき絵図が作製されたことを示す史料も伝来している。こうした点から、本願と絵師仲間たちとの間に結ばれていた連携が、参詣曼荼羅や勧進奉加をはじめ、縁起霊験譚を説くための宗教的絵画を生む土壌となったと考えられている。
作製主体を那智の本願とする根拠は、曼荼羅の伝来や由緒にまつわるものだけでなく、曼荼羅の図像そのものにも求められる。那智の本願は一山で7ヶ寺を擁する大規模なものであり、那智七本願とか那智七穀屋と称された。これら7か寺は那智山内の諸堂舎を分掌して管理しており（表1参照）、それぞれの堂舎を巡る縁起・説話・霊験譚もまた、個々の本願の分掌に委ねられていたと考えられている。ここで、図像を改めて見てみると、描かれた主要な図像が各本願寺院の分掌と対応していることが分かる。すなわち、那智滝に描かれた文覚荒行は、滝本の諸堂（千手堂、護摩堂、愛染堂）、飛瀧権現拝殿や山上不動堂を分掌した瀧庵主に、主要社殿や仁王門、振ヶ瀬橋および二ノ瀬橋などは御前庵主に、補陀洛渡海は補陀洛寺に対応し、古代・中世の院による熊野御幸の故実や、花山院を開創と伝承する西国三十三所の縁起は如意輪堂を分掌する那智阿弥に、といった様にである。田楽場に描かれる年中行事は、本願の職掌と密接に結びついている。加えて、ほとんどの堂舎が桧皮葺で描かれているにも拘らず、如意輪堂と滝見堂、作例にもよるが補陀洛寺の3つの建造物のみが瓦屋根で描かれ、寺院としての性格が強調される。その一方で、神像や本地仏の姿は描き込まれず、作製主体が本地仏・垂迹神の図像から排除された階層であったことを示している。社家と異なり、本願は那智山を構成する勢力では本来はないにもかかわらず本願の堂舎がこのように描かれる反面、社家の院坊は描かれることがない。言い換えれば、那智参詣曼荼羅に描き込まれた図像は、那智七本願にとって重要な場ないし、本願がそれぞれ分掌するところの縁起、説話、伝説、あるいは職掌と合致する。神仏の図像から排除された本願は、替わって自らの職掌に即して聖地のイメージを描き、本願としての立場を主張したのである。

### 那智参詣曼荼羅の行方
しかしながら、江戸時代に入ると、那智参詣曼荼羅は次第に簡略化され、那智山を描いた絵図それ自体が簡便な刷り物として普及する傾向が生じた。那智山を描いた近世の絵図の例として、「那智山図」（『紀伊続風土記』所収）や「日本第一熊野那智御山絵図」（『扶桑探勝図』所収）がある。那智参詣曼荼羅と那智山図を比較してみると、視点が決定的に相違する。すなわち、前者が俯瞰的に見上げる視線によって那智山を描いているのに対し、後者は鳥瞰図的に高い視点から見下ろすように描いており、聖地への視線の変化を示すものとして重要である。また、那智山図には那智浜や浜の宮王子は描かれるものの、渡海船も補陀洛寺も描かれず、補陀洛渡海にまつわる装置が登場しなくなる。補陀洛渡海はもはや宗教的感動をもたらさなくなったものと考えられ、那智山図自体も、今日における観光地図の類として受容されていたと見られる。画法においても、泥絵具によるとはいえ色彩豊かであった那智参詣曼荼羅に対し、那智山図などは黒一色木版刷である。近世以降になって作製された「熊野三山参詣曼荼羅」（後述）もやはり、宗教的雰囲気が感じ取られない。また、日本第一熊野那智御山絵図では略縁起が文字で書き込まれ、肉声による絵解きも姿を消している。聖地であるはずの那智山を描く絵図は、ここではもはや、総体として山絵図と呼ぶべき世俗的絵画に変質し、宗教性を失っている。のみならず、熊野比丘尼の地方定着の進む17世紀半ば以降に、那智参詣曼荼羅は人々の関心を惹かなくなり、熊野観心十界曼荼羅に絵解きの対象の比重が移ってゆく。幕藩体制下での寺請制による檀家制度の展開とともに、那智山の本願の展開を支えた山伏・比丘尼が地方に定着してゆき、次第に熊野や那智山との関係が希薄化させてゆくにつれ、那智参詣曼荼羅は参詣者を勧誘する勧進活動のための道具としての性格を失い、唱導活動の道具ないしそれ自身が信仰の対象となって、変質を遂げてゆく。遊女化した熊野比丘尼に厳しい視線が向けられるようになるのは17世紀末のことである。
那智参詣曼荼羅の作製が始まった時期は16世紀末以前に遡ると考えられているが、この時期はまた、那智七本願の確立期でもある。他方で、那智参詣曼荼羅が人々の関心を失う近世、特に17世紀半ば以降は、社家の反撃により、那智七本願を含めた熊野三山の本願の地位が否定され、社内の地位から排除された時期であった。社寺参詣曼荼羅として知られる絵図の中でも、那智参詣曼荼羅の作例の約30例という遺存数は突出した数であり、あっておかしくないはずの本宮や新宮の参詣曼荼羅が遺存しないことから見ても、際立って多数が発注・作製されたと考えられている。ひとつには絵画化の材料となるべき縁起・伝説・説話・霊験譚といった類のものに那智山が富んでいたことによる。だが、他方では、衰退しつつも那智七本願が中世末期から近世まで一貫して本願所としての活動を継続しようとしたため、その財源を得るための勧進活動用に那智参詣曼荼羅を必要としたためと推定されている。そうした意味で言えば、那智参詣曼荼羅とは、那智七本願の盛衰や社会的地位と軌を一にする絵画だったのである。

## 新宮・本宮の参詣曼荼羅
熊野三山のうち、参詣曼荼羅の作例が伝来しているのは那智山のみであることから、新宮および本宮では作製されなかったかもしくは失われて伝来していないと考えられてきた。

### 「熊野三山参詣曼荼羅」
しかしながら、1991年、赤井達郎・奈良教育大学教授の調査により、新宮・本宮の独立した参詣曼荼羅ではないものの、熊野三山を一括して描いたと見られる屏風絵が奈良市内の旧家に私蔵されていたことが明らかになり、後日の調査にあたった根井浄・山本殖生により「熊野三山参詣曼荼羅」の名が与えられた。この屏風絵は6曲1隻で、バラバラの断片であったものを1986年頃に屏風絵に表装したものだが、伝来は不明である。右から第1・2扇に新宮、第3・4扇に本宮、第5・6扇に那智が描かれ、自然を背景に彩色で社寺の堂舎と町屋を描き分け、説経節『をぐり』や文覚の那智滝荒行のような説話的要素だけでなく、参詣者の姿や丹鶴城、俵船などの世俗的要素も描かれている。
熊野三山参詣の近世における賑わいを一幅の絵画の中に集約して描いた例は、今までこの一作を除いて知られていない。三山をまとめて描こうという構想のせいか図像には歪みが伴い、三山の一般的な巡拝順序や配置よりも、海からの俯瞰的配置を描いたものと解するべきものとも考えられ、全体の統一的なストーリー性を欠いている。伝来経過や作製にまつわる諸事情の一切は不明であり、絵解きに供されたか否かを含めて受容の状況も明確ではないが、単に観賞用の絵画とは解し得ないほど図像の具体性に富み、説話・伝承の要素が織り込まれていることから、何らかの説明を伴って楽しませる絵画であった可能性がある。世俗的・遊楽的な要素から、宗教的・説話的・伝承的な要素までが織り込まれているものの、日輪・月輪の描写を欠き、全体に宗教的雰囲気が感じ取られない。近世における熊野三山の聖俗の姿が描かれているこの屏風絵は、参詣曼荼羅とは異なる芸術性を求めたものと解されるが、詳細は依然、今後の研究にゆだねられている。

### 復元の試み
新宮市・田辺市など熊野地方の市町村が共同で製作委員会を構成し、専門家の助言を得つつ熊野新宮および熊野本宮の参詣曼荼羅を復元する事業が行われたことがある。事業は、地域資源の再発掘と観光資源としての活用を目的とし、2006年に開始され、2007年2月に新宮編、同9月に本宮編が完成した。これら曼荼羅図は観光施設に展示されているほか、絵解き実演に用いられ、観光資源として活用されている。

## 那智参詣曼荼羅の作例
|    | 作例名                         | 所蔵者または委託機関                         | 熊野観心十界曼荼羅 | 備考 |
| -- | ------------------------------ | -------------------------------------------- | ------------------ | --- |
| 1  | 闘鶏神社本                     | 闘鶏神社（和歌山県田辺市）                   |                    | 慶長元年（1596年）の修復銘（1899年〈明治32年〉の写し）。和歌山県指定有形文化財（美術工芸品、2010年〈平成22年〉3月16日指定）。 |
| 2  | 熊野那智大社本                 | 熊野那智大社 （和歌山県東牟婁郡那智勝浦町）  |                    | |
| 3  | 補陀洛山寺本                   | 補陀洛山寺 （和歌山県東牟婁郡那智勝浦町）    |                    | 上縁部に乳あり。 |
| 4  | 和歌山正覚寺本                 | 正覚寺（新宮市熊野川町）                     | ○                  | 箱に天保4年（1833年）の修復銘。和歌山県指定文化財（絵画、1983年〈平成30年〉3月14日指定）。 |
| 5  | 妙心寺旧蔵本                   | 個人蔵（和歌山県新宮市）                     |                    | 妙心寺は旧神倉山本願。 |
| 6  | 三重西光寺本                   | 西光寺（三重県松阪市）                       |                    | 箱蓋裏書に正徳5年（1715年）銘あり。掛幅装（163.3×172.2センチメートル）、本図裏面に文政5年（1822年）の修理銘。松阪市指定文化財（1994年〈平成6年〉8月18日指定）。                                                                  |
| 7  | 三重大円寺本                   | 神戸第1・第2自治会                           | ○                  | 箱蓋に正徳5年（1715年）の施入銘。津市指定有形民俗文化財（1997年〈平成9年〉3月5日指定）。 |
| 8  | 山形斎藤家本                   | 斎藤家（山形県新庄市）                       |                    | |
| 9  | 山形竜護寺本                   | 竜護寺（山形県尾花沢市延沢）                 | ○                  | |
| 10 | 国学院掛幅本                   | 國學院大學図書館（東京都渋谷区）             |                    | |
| 11 | 国学院巻子本                   | 國學院大學図書館（東京都渋谷区）             |                    | 巻子本（もとは掛幅仕立）。 |
| 12 | 新潟後藤家本                   | 佐渡博物館（新潟県佐渡市）                   | ○                  | 熊野観心十界曼荼羅とセットで市指定有形文化財（絵画、2004年〈平成16年〉3月1日）。 |
| 13 | 相川郷土博本                   | 相川郷土博物館 （新潟県佐渡市）              |                    | |
| 14 | 静岡藤浪家本                   | 個人蔵（静岡県牧之原市）                     |                    | |
| 15 | 愛知明星院本                   | 明星院（愛知県岡崎市）                       |                    | 「那智参詣曼荼羅 1幅（附 大黒天版木 1枚）」として市指定有形文化財（絵画、1988年〈昭和63年〉11月7日指定）。 |
| 16 | 滋賀西教寺本                   | 西教寺（滋賀県大津市）                       |                    | |
| 17 | 京都西福寺本                   | 西福寺 (京都市東山区)（京都市東山区）        | ○                  | |
| 18 | 思文閣目録本                   | 不詳                                         |                    | 『思文閣墨蹟資料目録』171号。 |
| 19 | 岡山武久家本                   | 武久家（岡山県瀬戸内市邑久町）               | ○                  | 上縁部に吊金具あり。熊野観心十界曼荼羅、熊野権現縁起絵巻などのほか、熊野牛玉の版木、縁起を記した史料、錫杖などを含む県指定重要有形民俗文化財「笠加（かさか）熊野比丘尼関係資料 〔一括〕」（1990年〈平成2年〉4月3日指定）の一部。 |
| 20 | 岡山吉田家本                   | 吉田家（岡山県井原市） [岡山県立博物館保管]  |                    | 井原市指定有形文化財（絵画、2005年市指定）。 |
| 21 | 香川薬師庵本                   | 薬師庵（香川県三豊市仁尾町）                 | ○                  | |
| 22 | 奈良個人本                     | 個人（奈良市）                               |                    | 絹本一幅 |
| 23 | 王舎城美術館本（紙本二曲屏風） | 海の見える杜美術館（広島県廿日市市）         |                    | |
| 24 | 王舎城美術館本（絹本）         | 海の見える杜美術館（広島県廿日市市）         |                    | |
| 25 | 吉備津彦社旧蔵本               | （岡山県玉野市）（現・不明）                 |                    | |
| 26 | 佐賀報効会本                   | 鍋島報効会（佐賀県佐賀市）                   |                    | |
| 27 | ホノルル美術館本               | ホノルル美術館（アメリカ・ハワイ州）         |                    | 箱蓋裏書「鈴木荘司」とあり、墨書貼札あり。 |
| 28 | 三重貞願寺本                   | 貞願寺（三重県津市神戸）                     | ○                  | |
| 29 | 岡山西大寺本                   | （伝）西大寺（岡山県岡山市）                 | ○                  | |
| 30 | エルンベルガー夫人本           | フランス                                     |                    | |
| 31 | 二曲屏風本                     | 個人蔵（東京都小平市）                       |                    | |
| 32 | 大建修三蔵本                   | 不詳                                         |                    | |
| 33 | 和歌山福智院本                 | 福智院（和歌山県伊都郡高野町）               |                    | |
| 34 | 岐阜龍洞寺本                   | 龍洞寺（岐阜県可児市）                       |                    | |
| 35 | 京都個人本                     | 個人蔵（京都市）                             |                    | |
| 36 | バッサーカレッジ本             | バッサーカレッジ（アメリカ・ニューヨーク州） |                    | |